# Рахімов Урал Муртазович
Урал Муртазович Рахімов (башк. Урал Мортаза улы Рәхимов; 13 грудня 1961, Уфа, Башкирська АРСР) — колишній генеральний директор ВАТ «АНК „Башнєфть“», екс-депутат державних Зборів — Курултаю Республіки Башкортостан. Син першого Президента Республіки Башкортостан Муртази Губайдулловича Рахімова.
У 2005—2012 роки входив до списку 200 найбагатших бізнесменів Росії за версією журналу Forbes.

## Біографія
Урал Рахімов народився 13 грудня 1961 року в Уфі. Закінчив Уфимський нафтовий інститут в 1984 році. Потім навчався у Франції у French Institute of Petroleum. Потім отримав ступінь магістра наук Пенсільванського університету (MS University of Pennsylvania).
У 1995—1999 роках — віце-президент, Голова Ради директорів ВАТ «Башнефтехим».
З 1999 до 2002 року — голова Ради директорів ВАТ «Башкирська паливна компанія».
У 2001 році очолив раду директорів «Башнефтехима».
У 2002 році очолив раду директорів «Башнафти».
У 2002—2006 роках — голова Ради директорів ВАТ «Башкирэнерго».
У 2003 році створив компанію «Башкирська капітал», куди перевів контрольні пакети шести підприємств ПЕК Башкортостану.
З 2006 по 2009 рік — генеральний директор ВАТ «АНК „Башнефть“».
Навесні 2009 року АФК «Система» Володимира Євтушенкова придбала за 2,5 млрд доларів США контрольні пакети шести підприємств башкирського ПЕК («Башнефть», «Уфимський НПЗ», «Ново-Уфимський НПЗ», «Уфанефтехим», «Уфаоргсинтез», «Башкирнефтепродукт»), що належали чотирьом інвестиційним фондам, підконтрольним Уралу Рахимову. Голова Ради директорів ВАТ «Система-Інвест» Олександр Гончарук після відходу з поста гендиректора «Башнафти» Урала Рахімова заявив про нього: «Ми вдячні Уралу Рахімову за роботу, виконану ним за останні три роки на посаді генерального директора АНК „Башнефть“. Під його керівництвом компанія успішно розвивалася і зміцнювала свої позиції».
У 2009—2010 роки обіймав посаду президента і генерального директора хокейного клубу «Салават Юлаєв».
До 2010 року був депутатом державних Зборів — Курултаю Республіки Башкортостан.

## Кримінальна справа
У квітні 2014 року щодо Урала Рахімова порушено кримінальну справу. У кінці серпня 2014 року йому пред'явлено заочне звинувачення в легалізації незаконно отриманих грошових коштів (ст. 174.1 КК) і присвоєння в особливо великому розмірі (ст. 160 КК).
Рахімов звинувачується в незаконному привласненні та легалізації акцій «Башнефть». Підконтрольні йому структури після приватизації підприємств башкирського ПЕК у 2005 р. і 2009 р. продали їх АФК «Система».
У вересні 2014 Рахімов оголошений в міжнародний розшук.
У травні 2015 року влада Австрії отримали запит про екстрадицію Урала Рахімова. В березні 2016 року Земельний суд Відня у кримінальних справах 17 лютого за клопотанням прокуратури вирішив не видавати Рахімова РФ через політичні мотиви у кримінальному переслідуванні.